# Альметьевск

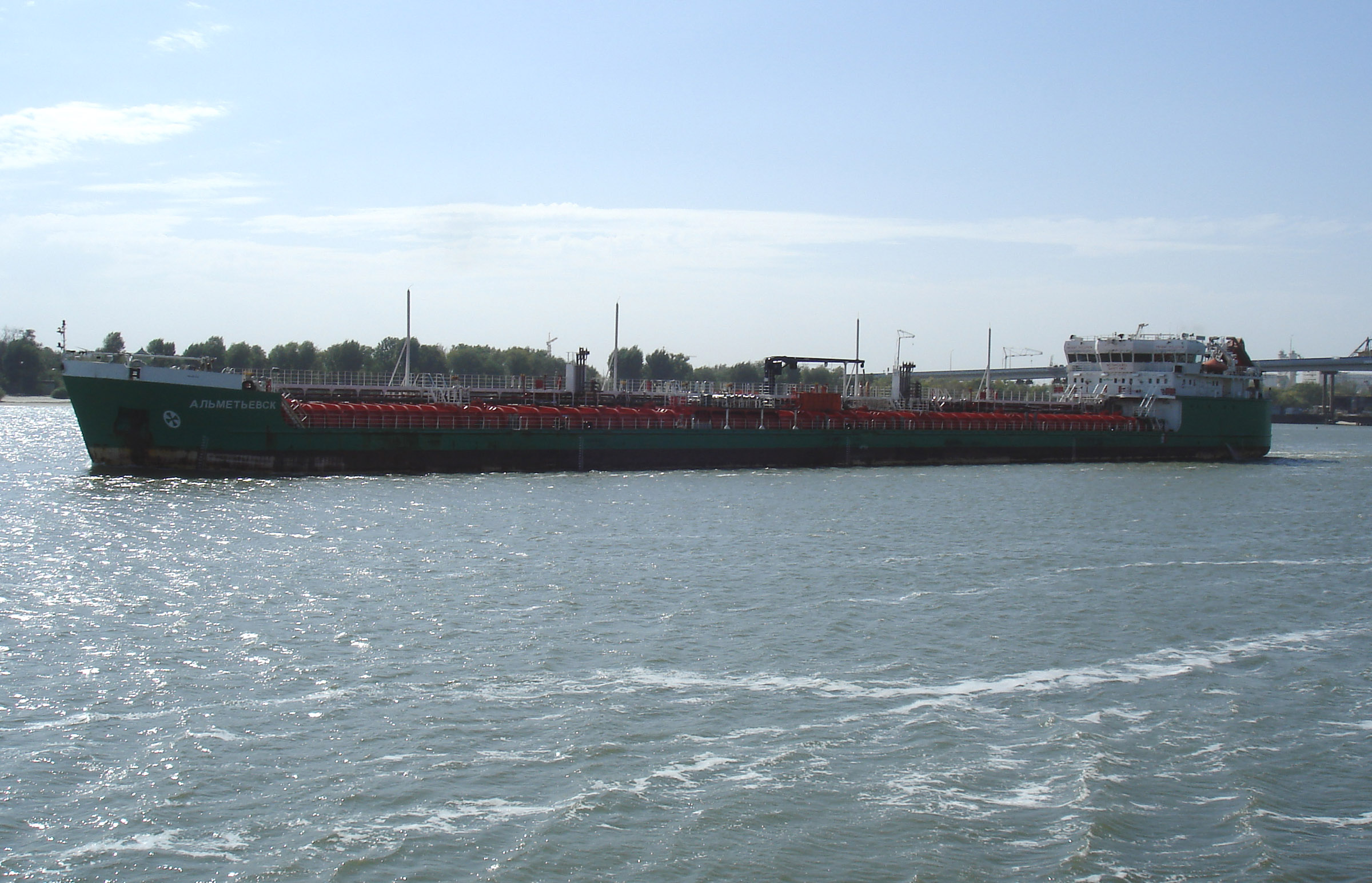
Танкер-продуктовоз «Альметьевск»

Альме́тьевск (тат. Әлмәт) — город в Республике Татарстан Российской Федерации. Административный центр Альметьевского района. Образует городское поселение город Альметьевск.
Самый крупный город в полицентрической Альметьевско-Бугульминско-Лениногорской агломерации и четвёртый по численности населения город Татарстана, центр Юго-Восточной экономической зоны Татарстана. «Велостолица» России.

## Этимология
В XIX веке башкирская деревня Альметево, название в русской притяжательной форме от башкирского личного имени «Альмет». С 1953 года город Альметьевск.

## География
Город расположен в Закамье, на склонах Бугульминско-Белебеевской возвышенности, на левом берегу реки Зай (приток Камы), в 249 км к юго-востоку от столицы республики города Казани, в 8 км от железнодорожной станции Альметьевская.
Находится в 39 км от города Лениногорска и крупнейшего Ромашкинского месторождения Волго-Уральской нефтегазоносной провинции на юге Татарстана.
В состав города входят микрорайоны № 1, 2, 3, 4, 5, Красноармейка и Урсала (с 2003 года), Яшьлек, Западные ворота, Агропосёлок, Алсу, Бигаш, ДОСААФ, ДСРК, Дружба (Зона Д), Нагорный, РТС, СУ-2, Старое Альметьево, Техснаб, Черёмушки (М-4), М-5.

## Климат
- Среднегодовая температура воздуха: +4,4 °C;
- средняя скорость ветра: 3,8 м/с;

| Показатель                       | Янв.  | Фев.  | Март  | Апр. | Май  | Июнь | Июль | Авг. | Сен. | Окт. | Нояб. | Дек.  | Год  |
| -------------------------------- | ----- | ----- | ----- | ---- | ---- | ---- | ---- | ---- | ---- | ---- | ----- | ----- | ---- |
| Средний суточный максимум, °C    | −7,2  | −6,7  | −0,9  | 9,1  | 18,3 | 23,7 | 25,2 | 22,1 | 16,2 | 7,4  | −1,9  | −6,6  | 8,3  |
| Средняя температура, °C          | −10,9 | −10,8 | −5,7  | 4,8  | 13,9 | 19,0 | 20,7 | 18,2 | 12,6 | 4,6  | −4,6  | −10,2 | 4,4  |
| Средний суточный минимум, °C     | −15,2 | −15,2 | −10,4 | 0,2  | 8,3  | 13,1 | 14,9 | 13,3 | 8,7  | 1,8  | −7,5  | −14,1 | −0,1 |
| Источник: Метеоданные Татарстана |       |       |       |      |      |      |      |      |      |      |       |       |      |

## История
Точных данных о времени основания деревни Альметьево не сохранилось, однако ряд косвенных свидетельств позволяет предположить, что это событие произошло на рубеже второго-третьего десятилетий XVIII века. В 1840 году, во время проводившегося в регионе опроса, альметьевцы сообщили властям о том, что их селение было основано 121 год тому назад, то есть примерно в 1719 году. В учётных письменных источниках (первых ревизских записках) жителями поселения «Альметевой, что по реке Заю» указаны ясашные татары.

Основателем деревни считается мулла Альмет (вероятно, сокращение от Аль-Мухаммед, тат. Әлмәт — Әл-Мөхәммәт, башкирское личное имя Альмет). Первое упоминание деревни в письменных источниках содержится в документах, относящихся к начальному периоду восстания 1735—1740 годов. Среди них сохранилось письмо муллы Альмета полковнику И. Н. Татищеву, в котором сообщалось «о съездах и намерениях» восставших и об их опасности для населения Надыровской волости Чистопольского уезда. Письмо датировано 24 июня 1735 года и кончается словами: 
«Это письмо писал я, Альмет-мулла, з Заю с Алметевой деревни».
После подавления Пугачевского бунта и перевода ясашных татар в сословия тептярей и башкирцев, в 1795 году в деревне уже учитывается 700 тептярей и башкирцев, а в 1834 году 123 башкирца, 544 тептяря. По материалам ревизии 1859 года, при 214 дворах деревни учтены 1518 казённых крестьян и башкирцев, а также мечеть, почтовая станция, ярмарка, базары и 2 завода. До 1920 года Альметьевск входил в Бугульминский уезд Самарской губернии. С 1920 года он находится в составе Бугульминского кантона Татарской АССР, с 10 августа 1930 года он является районным центром.
25 марта 1952 года село Альметьево было преобразовано в посёлок городского типа Альметьевск, 3 ноября 1953 года указом Президиума Верховного Совета РСФСР он получил статус города.

## Население
| 2016    | 2017     | 2018     | 2019     | 2020     | 2021     | 2022     | 2024     |
| ------- | -------- | -------- | -------- | -------- | -------- | -------- | -------- |
| 152 580 | ↗154 262 | ↗155 988 | ↗157 310 | ↗158 429 | ↗163 512 | ↗164 094 | ↘163 747 |

На 1 января 2025 года по численности населения город находился на 108-м месте из 1124 городов Российской Федерации.

## Экономика
Объём отгруженных товаров, работ и услуг по крупным и средним предприятиям района за 2023 год составил 1564,8 млрд рублей (первое место в республике).
В Альметьевске располагается офис нефтяной компании ПАО «Татнефть», от которой город получает большинство налоговых поступлений.
Кроме того, в городе расположены:
- Альметьевский молочный комбинат;
- компания «Татнефтедор»[22], одна из крупнейших компаний дорожной отрасли Татарстана;
- компания «Татнефтепром», самая крупная малая нефтяная компания Татарстана;
- компания «Булгарнефть» (ПО «Евросибнефть»);
- компания «СМП-Нефтегаз»;
- завод «Алнас», предприятие по производству полнокомплектных электроцентробежных насосов для добычи нефти;
- фабрика «Алсу», предприятие по производству чулочно-носочной продукции под брендом «Носкофф»;
- Альметьевский трубный завод (нефтегазопроводные трубы) и другие предприятия.

В 1995 году, по инициативе Гатина Роберта Фатыховича, Садриева Мисхата Аухадиевича и Альметьевского союза промышленников и предпринимателей в городе было открыто отделение Торгово-промышленной палаты Республики Татарстан, в дальнейшем получившее название Юго-Восточный филиал ТПП РТ. Возглавил его Гатин Роберт Фатыхович.

### Транспорт

Автовокзал

В городе Альметьевске имеется автовокзал. Также в восьми километрах от города расположена железнодорожная станция Альметьевская Куйбышевской железной дороги (линия Агрыз — Акбаш), находящаяся в Лесно-Калейкинском сельском поселении.
Авиаперевозки обслуживает аэропорт соседнего города Бугульмы, а также международный аэропорт Бегишево (г. Нижнекамск).
Городской транспорт представлен пятью маршрутами троллейбусов, шестью городскими автобусными маршрутами, четырнадцатью пригородными маршрутами, маршрутными такси, такси.
Дорожную сеть Альметьевского муниципального района составляют:
— федеральная автодорога Р-239 Казань — Оренбург — граница с Республикой Казахстан;
— дороги республиканского значения;
— промысловые дороги нефтяных компаний;
— дороги местного значения.
В 2024 году дорожную сеть пополнила автодорога Алексеевское — Альметьевск, построенная в рамках платной автомагистрали Шали — Бавлы.
Общая протяжённость дорожной сети Альметьевского муниципального района с учётом платной трассы составит 2274 км.
В Альметьевске создана уникальная для России велотранспортная инфраструктура, благодаря которой велосипед стал полноценным и популярным видом уличного транспорта, использующимся в круглогодичном режиме. Её создание началось в 2016 г., в комплексе мер по повышению привлекательности города. Благодаря своей велотранспортной инфраструктуре Альметьевск получил неофициальное звание велостолицы России.
На сегодняшний день построено 120 км велосипедных дорожек.

## Достопримечательности
Достопримечательности:

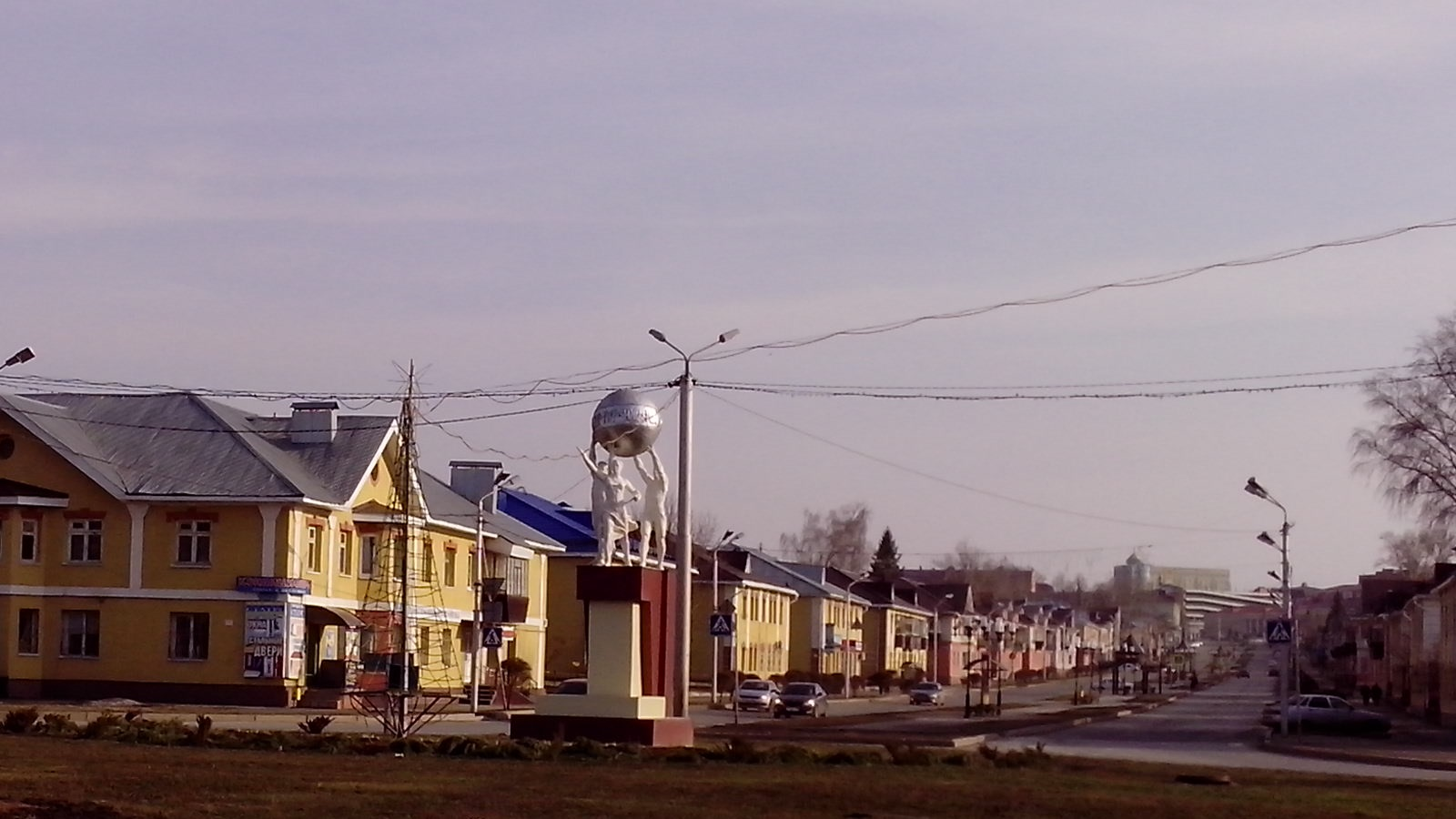
Исторический парадный въезд в город Альметьевск по улице Чехова

- пешеходный променад на ул. Гагарина, богато украшенный художественной ковкой, садово-парковой скульптурой и малыми архитектурными формами;
- каскад прудов с мостом влюблённых и плотиной;
- площадь перед ДК «Нефтьче»;
- городской майдан;
- туристско-рекреационная зона «Пляж»;

- парк «Шамсинур»;
- парк «Здоровье»;
- сквер «Литературный дворик»;
- сквер «Яшьлек»;
- Альметьевское водохранилище;
- Сквер просвещения;
- Студенческий сквер;

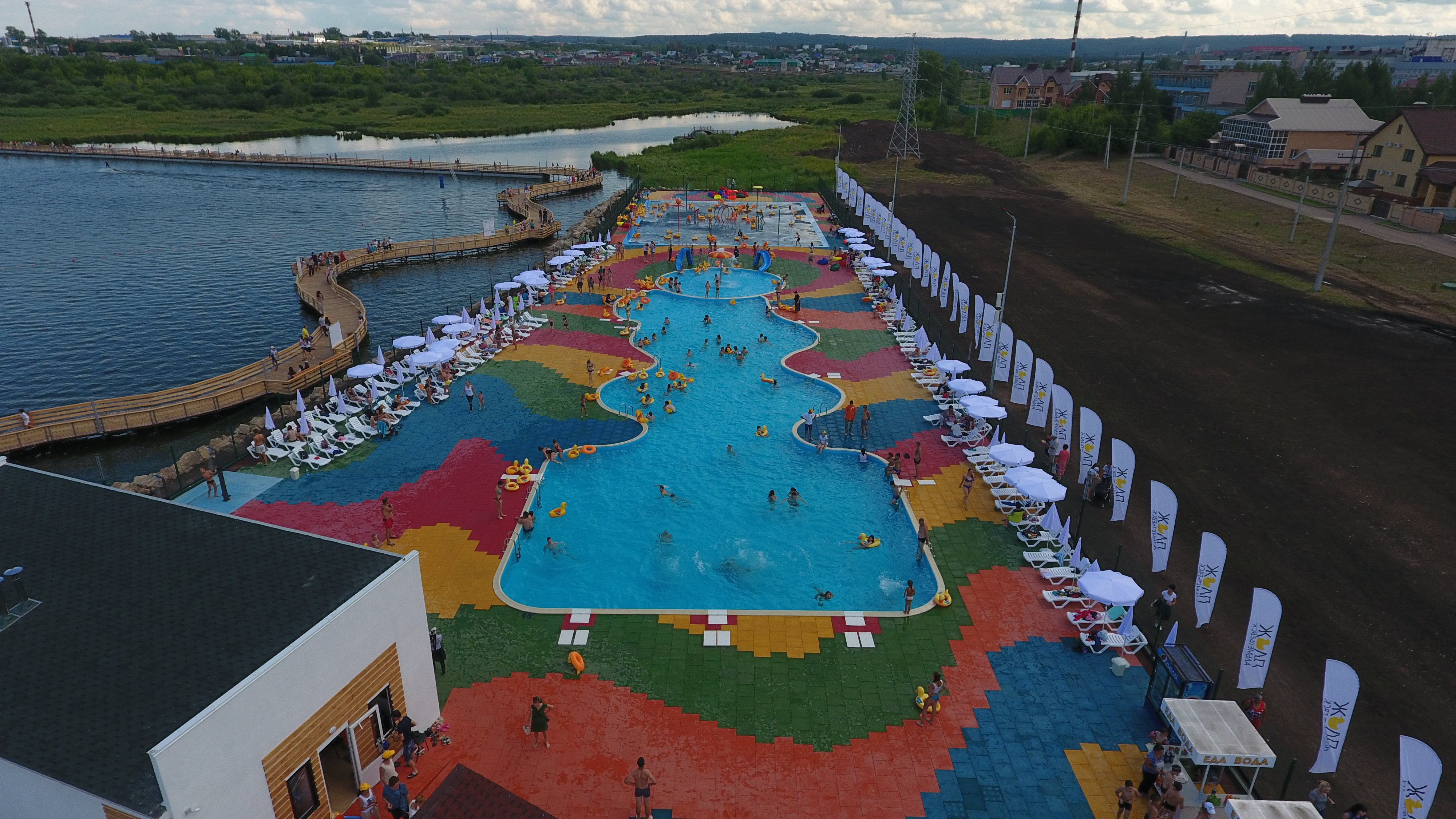
Туристско-рекреационная зона «Пляж»

- Городской парк им. 60-летия нефти Татарстана;
- Чайный дворик.

Памятники:
- Миру — мир! (скульптура), первый городской монумент, воздвигнутый в 1955 г. на парадном въезде по улице Чехова.
- Памятник Мусе Джалилю.
- Памятник-бюст В. Маяковскому.
- Памятник по мотивам сказок татарского писателя Габдуллы Тукая[23].
- Памятник А. П. Чехову.
- Скульптура «В этом удивительном лесу» и скульптура «Каракуз».
- Памятник нефтяникам перед ДК «Нефтьче», один из символов города.
- Памятник 60-летия нефти Татарстана.
- Памятник в честь добычи 3 000 000 000-й тонны нефти.
- Памятник нефтяникам-первопроходцам.
- Монумент «Слава строителям Альметьевска».
- Памятник Ленину.
- Мемориал павшим в Великой Отечественной войне на входе в парк 60-летия нефти Татарстана.
- Монумент «Мать-Татария».
- Монумент в память погибшим солдатам и офицерам в локальных конфликтах в Афганистане и Чечне.
- Обелиск павшим в годы Великой Отечественной Войны 1941−1945 гг. жителям с. Бигашево.
- Памятник академику Д. Н. Прянишникову.
- Бюст С. Сулеймановой.
- Памятник погибшим пожарным.
- Памятник жертвам политических репрессий.
- Памятник в честь добычи 1 000 000 000-й тонны нефти.
- Памятник участникам ликвидации аварии на Чернобыльской АЭС.
- Аллея героев социалистического труда (25 бюстов).
- Стела «Уходящим на фронт землякам».
- Стела сотрудникам органов внутренних дел, участникам Великой Отечественной войны 1941−1945 гг. и павшим при исполнении служебного долга в мирное время.
- Бюст В. Ф. Маргелову.
- Вдохновение.
- Бюст Г. П. Солодовникову

## Образование
- Альметьевский профессиональный колледж.
- Альметьевский политехнический техникум.
- Альметьевский торгово-экономический техникум.
- Альметьевский медицинский колледж.
- Альметьевский колледж физической культуры.
- Альметьевский музыкальный колледж имени Ф. З. Яруллина.
- Альметьевский государственный нефтяной институт (Альметьевский государственный технический университет).
- Альметьевский филиал Казанского инновационного университета.
- Альметьевский государственный институт муниципальной службы.
- Филиал Казанского института бизнеса и управления.
- Филиал Казанского национального исследовательского технического университета имени А. Н. Туполева.
- Альметьевский филиал НОУ ВПО "Университет управления «Тисби» (г. Казань).

## Культура
- Краеведческий музей;
- городской майдан;

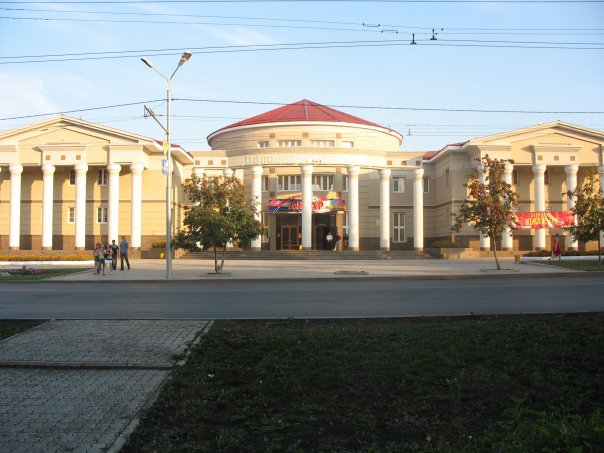
Альметьевский молодёжный центр

- картинная галерея им. Г. А. Стефановского в ДК «Нефтьче»;
- дворец культуры «Нефтьче»;
- Альметьевский татарский государственный драматический театр;
- молодёжный центр;
- районный дом культуры;
- НКЦ «Эльмет»;
- библиотеки ЦБС;
- городской парк им. 60-летия нефти Татарстана;
- кинотеатр «Мадагаскар» в ТРЦ «Панорама»;
- уличный театр «Лёгкие крылья»;
- молодёжный центр «Фабрика креативных процессов»;
- планетарий «Сфера»;
- молодёжные (подростковые) клубы «Подросток», «У Тукая», «Аэронавт», «Родничок», «Спартак», «Контакт на Маяковского», Vozyx, «Заря», «Ракета», «Юность», «Электрон», «Метеор».

### Религия
Мечети:
- Соборная мечеть им. Р. Г. Галиева, 1990—1999 г.;
- Вторая соборная мечеть, 1872—1877 гг.;
- Мусульманский религиозный центр им. Ризы Фахретдина, новая мечеть.

Церкви:
- Казанский кафедральный собор. В 2014 году рядом был установлен памятник патриарху Гермогену[24].
- Храм Рождества Христова в память о погибших воинах.
- Церковь евангельских христиан «Весть Надежды»[25].

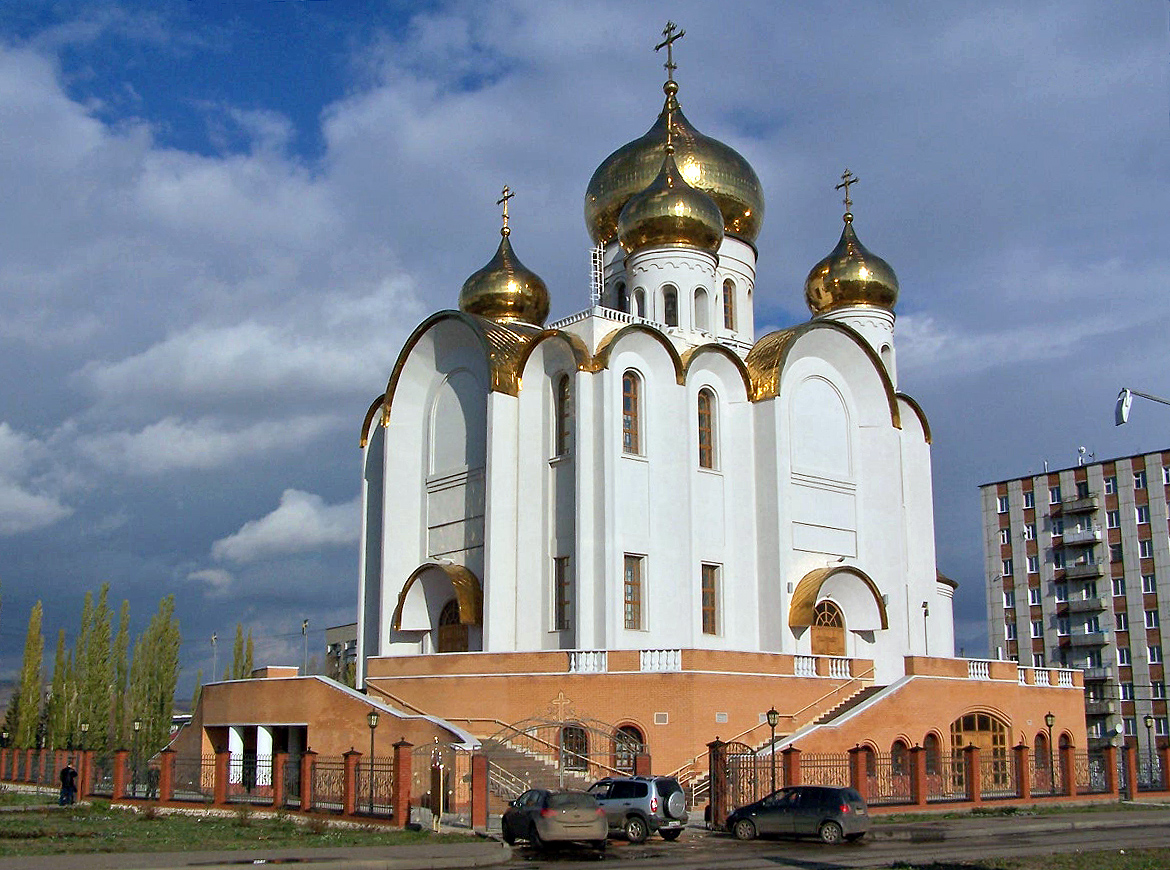
Собор Иконы Божией Матери Казанская (Казанский кафедральный собор)

## Спорт

Альметьевский ипподром

### Регби
В Альметьевске регби развивается с 2001 года. По инициативе московского регбийного клуба «Слава» был открыт Альметьевский филиал этого столичного клуба. В 2006 году открылись его отделения в Нижнекамске, Набережных Челнах. В 2004 г. образовалась федерация регби юго-востока Республики Татарстан.
В 2010 г. альметьевский филиал перестал существовать. Появился клуб регби «Алдан» (с татарского языка переводится как Впереди). В 2011 году возник школьный клуб регби School L XV на базе МАОУ «СОШ № 15» при поддержке Федерации регби юго-востока РТ.

### Хоккей
В большом спорте Альметьевск представлен хоккейной командой «Нефтяник».
- Бронзовый призёр Высшей лиги чемпионата России (2002/2003 годы);
- победители Высшей Лиги чемпионата России (1997—1998 и 1999—2000 годы);
- серебряный призёр ВХЛ 2010/2011 годов;
- обладатель кубка Братины 2015/2016 годов, обладатель кубка Петрова 2023/2024 годов.

### Футбол
C 2000 по 2009 годы в Альметьевске существовал профессиональный футбольный клуб «Алнас».
- Лучшее место во Втором дивизионе: 4-е (2006 год).

В чемпионате Республики Татарстан принимает участие футбольный клуб «Элмет» (ранее назывался «Нефтеград»).

### Воздухоплавание

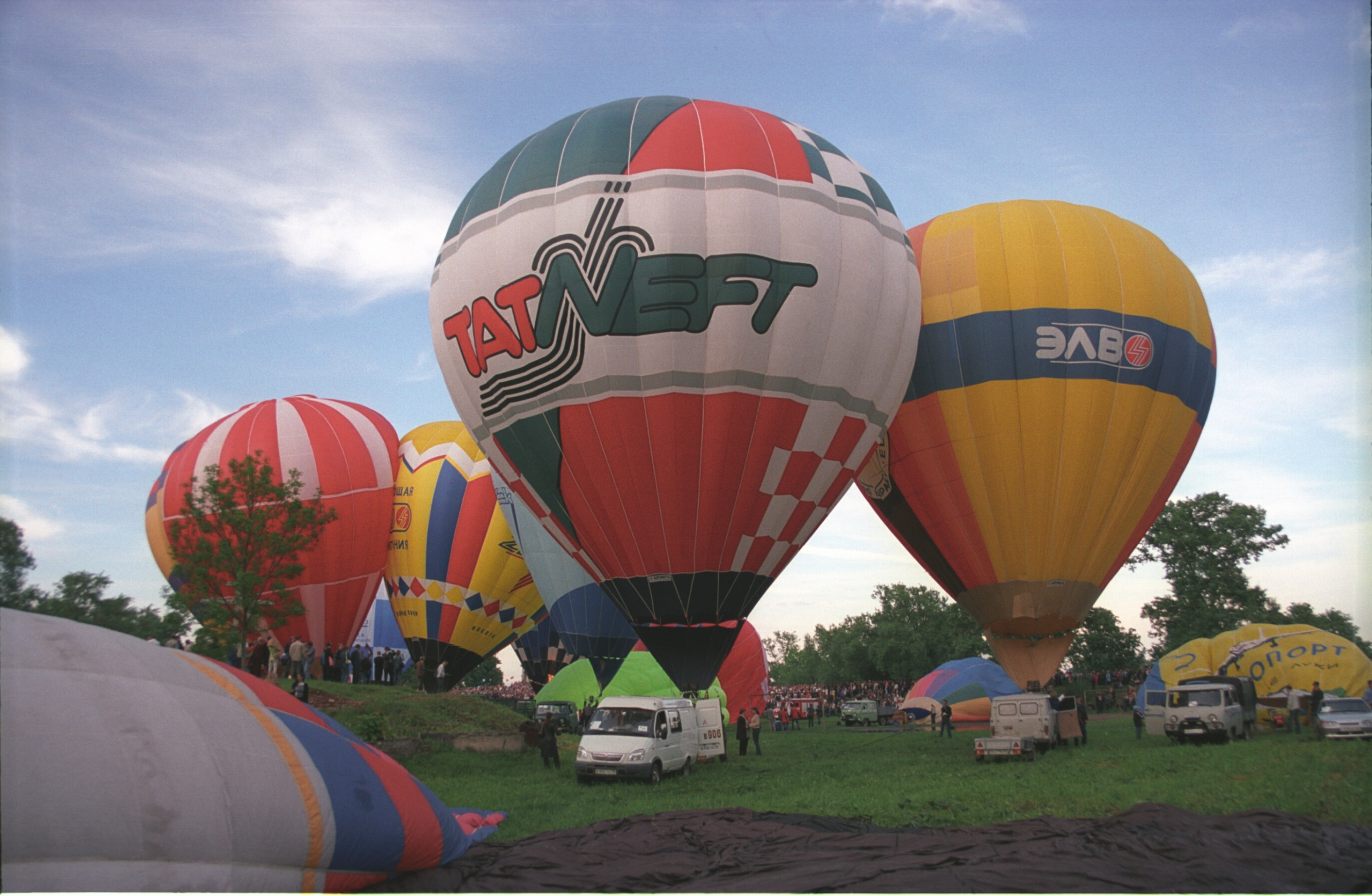
Тепловой Аэростат команды воздухоплавателей из Альметьевска

Спортивный клуб «Аэронавт» создан в Альметьевске в 1989 г. Анатолием Николаевичем Щугоревым и Ситдиковым Расимом Махасимовичем.
Принимали участие:
- 1996—2005 гг. — Чемпионаты России по воздухоплаванию в г. Великие Луки
- 1997 г. — фиеста «Франция Lorraine»,
- 1999 г. — фиеста «Франция Lorraine»,
- 2002 г. — первый кубок России в г. Великие Луки,
- 2004 г. — фестиваль «Золотые ворота», (г. Суздаль, г. Владимир),
- 2004 г. — «Казанский Евро-азиатский Фестиваль»,
- 2005 г. — «1000-летнее небо Казани»
- 2005 г. — фиеста «Золотое Кольцо России» (г. Переславль-Залесский, г. Ростов Великий),
- 2006 г. — V международный экономический Форум «Кубань-2006», г. Сочи,
- 2007 г. — VI международный инвестиционный Форум «Сочи-2007», г. Сочи,
- 2008 г. — VII международный инвестиционный Форум «Сочи-2008», г. Сочи,
- 2011 г. — 10 международный спортивно-зрелищный Фестиваль воздухоплавателей «Небесная ярмарка Урала-2011», 17 чемпионат России по воздухоплаванию, г. Кунгур.

На сегодняшний день дело воздухоплавателей Альметьевска продолжают Щугорев Николай, Мазаров Дмитрий, Маркушин Кирилл.

### Лыжные гонки
Двукратная олимпийская чемпионка, четырёхкратная чемпионка мира Ольга Данилова училась в средней школе № 11 г. Альметьевска в 1977—1985 годы. Лыжными гонками она стала заниматься в 1982 году в лыжной секции при средней школе № 11 от ДЮСШ «Динамо».

### Спортивные комплексы города
- Дворец спорта «Юбилейный»;
- спортивно-оздоровительный комплекс ПАО «Татнефть» НГДУ «Альметьевнефть»;
- фитнес-центр «Бушидо»;
- дом каратэ;
- «Теннис-сити»;
- фитнес-центр «Стиль жизни»;
- детско-юношеская спортивная школа по футболу;
- спортивно-развлекательный комплекс «Снежинка»;
- горно-лыжный комплекс «Ян» в 4 км от города;
- вейк-парк на городском озере;
- скейт-парк на каскаде прудов;
- спортивно-оздоровительный комплекс «Мирас».

### Велоспорт
Разветвлённая сеть велодорожек охватывает весь город, протяжённость составляет 260 км, что ставит Альметьевск на первое место в России по их протяжённости.

## Средства массовой информации

### Печатные издания
- «#МойАльметьевск» — бесплатная новостная газета и новостной сайт.
- «Знамя труда», старейшая газета города и района.
- «Альметьевский вестник».
- «Нефтяник».
- «Региональный экспресс недвижимости».
- «Город А».
- «Вечерний Альметьевск».
- «Телесемь».
- The Best House, ежемесячный глянцевый журнал.
- «Постройка+», строительный журнал.
- «Әлмәт таңнары».
- «Нефтяные вести».
- «Профессионал» — корпоративная газета фирмы «ТаграС-ЭнергоСервис».

### Телевидение
В городе принимаются сигналы федеральных телеканалов: «Первый канал», «Россия-1», «Матч ТВ», «Россия-К», «НТВ», «ТНТ», «СТС», «РЕН ТВ», «Пятый канал», «Домашний», «ТВ Центр».
Местные и татарстанские телекомпании: «Альметьевск ТВ», Телекомпания «Луч-Альметьевск», «Реком ТВ», «РТК Альметьевск», «Алма ТВ», «Татарстан — Новый век», "ГТРК «Татарстан» производят собственный программный продукт, ретранслируют на основе сетевого партнёрства федеральные каналы.
Услуги кабельного телевидения представлены компаниями:
- «МТС» (аналоговое, цифровое (DVB-C),
- «Летай-ТВ» (ОАО «Таттелеком») (IPTV),
- «Смотри-ТВ» (ООО «Татаиснефть») (IPTV),
- ООО «Радиотелеком» (цифровое эфирное ТВ (DVB-T).

### Радио
В городе вещают 25 радиостанций в FM-диапазоне.
Первой радиостанцией с собственным вещанием было «Радио Мираж» (1992—2000 гг.). Затем появилась радиостанция с полностью местным вещанием в 2004 году «Желанное радио» (она прекратила вещание в 2019 году). На остальных радиостанциях широко используются местные вставки с новостями, прогнозом погоды и рекламой.
В некоторых домах также имелось проводное вещание до сентября 2012 года.

## Связь

### Стационарная связь
В Альметьевске телефонные номера — 6-значные. Код города: 8553. Услуги стационарной телефонной связи предоставляют следующие операторы:
- Таттелеком (Альметьевский ЗУЭС);
- ООО «ТатАИСнефть»;
- Волго-Камское ПТУС.

Все АТС цифровые.

### Мобильная связь
Услуги сотовой связи в городе предоставляют шесть операторов:
- «МТС» (GSM, 3G, 4G).
- «Билайн» (GSM, 3G).
- «МегаФон» (GSM, 3G , 4G).
- «Tele2 Россия» (GSM, 3G, 4G) (ранее «Татинком», «НСС», «Ростелеком»).
- «Таттелеком» (GSM, 4G) (ранее «Смартс»).
- «Yota» (GSM, 3G, 4G).

### Интернет
Доступ в интернет предоставляют четыре оператора по разным технологиям передачи данных:
- «Таттелеком» (торговая марка «Летай») (ADSL, Ethernet, Dial-Up, WIMAX, LTE).
- ООО «Татаиснефть» (торговая марка «Качай») (ADSL, Ethernet, Dial-Up, WIMAX, PON).
- «МТС» (Ethernet).
- «Ростелеком» (Ethernet, PON).

Также данные операторы предоставляют услуги мобильного интернета по технологии Wi-Fi.

## Города-побратимы
- Сургут, Россия;
- Нефтекамск, Россия

## Награды
- Самый благоустроенный город Татарстана 2001 года — 3 место (среди городов I категории)[30].
- Самый благоустроенный город Татарстана 2002 года — 1 место (среди городов I категории)[30].
- Самый благоустроенный город Татарстана 2003 года — 1 место (среди городов I категории)[30][31].
- Самый благоустроенный город России 2007 года — 2 место (среди городов II категории)[32].
- Самый благоустроенный город России 2008 года — 3 место (среди городов II категории)[33].
- Самый благоустроенный город Татарстана 2011 года — 1 место (среди городов I категории)[34].
- Самый благоустроенный город России 2011 года — 3 место (среди городов II категории)[35].
- Самый благоустроенный город Татарстана 2012 года — 3 место (среди городов I категории)[36].
- Самый благоустроенный город России 2012 года — 3 место (среди городов II категории)[37].
- Самый благоустроенный город Татарстана 2013 года — 1 место (среди городов I категории)[38].
- Самый благоустроенный город Татарстана 2014 года — 2 место (среди городов I категории)[39].
- Самый благоустроенный город России 2014 года — 2 место (среди городов II категории)[40].
- Самый благоустроенный город России 2015 года — 2 место (среди городов II категории).